# Hôtel de Cabre
La maison de l’Échevin de Cabre, aussi appelée hôtel de Cabre, est la plus vieille maison existant à Marseille. Elle est située à l’angle de la rue de la Bonneterie et de la Grand-Rue, dans le 2e arrondissement. Elle ne doit pas être confondue avec l'hôtel de Cabre d'Aix-en-Provence.
La maison a fait l'objet d'un classement Monument historique par arrêté du 2 mai 1941 pour ses façades, le reste de l'hôtel étant inscrit depuis le 2 novembre 1926.

## Histoire
Elle est construite vers 1535 aux abords du Vieux-Port, sur la commande de Louis Cabre (né vers 1485, mort entre 1546 et 1550), Second Consul de Marseille en 1544.
Son petit-fils Louis de Cabre (baptisé en 1557, mort après 1612) fut, quant à lui, Premier Consul de Marseille en 1602.
La maison traverse plusieurs siècles sans trop de dégradations. Pendant la Révolution, les révolutionnaires détruisent les armoiries à fleurs de lys qui ornent la façade.
En 1943, à la suite de la rafle de Marseille, les Allemands détruisent la quasi-totalité des ruelles bordant la rive nord du Vieux-Port. Quelques bâtiments à valeur historique sont préservés dont la maison Diamantée et l’hôtel de Cabre.
Pendant la reconstruction du quartier, en 1954, la maison est déplacée d’un bloc — sur près de 15 m — et tournée de 90° pour rentrer dans l’alignement de la Grand-Rue.

## Description
Cette maison de trois étages est d’un style qui emprunte au gothique et à la Renaissance. L’effigie du propriétaire et celle de son épouse se trouvent sur la façade du premier étage, ainsi que des amours chérubins et une statue de saint Jacques, en référence à Jacques de Cabre, père de Louis de Cabre.

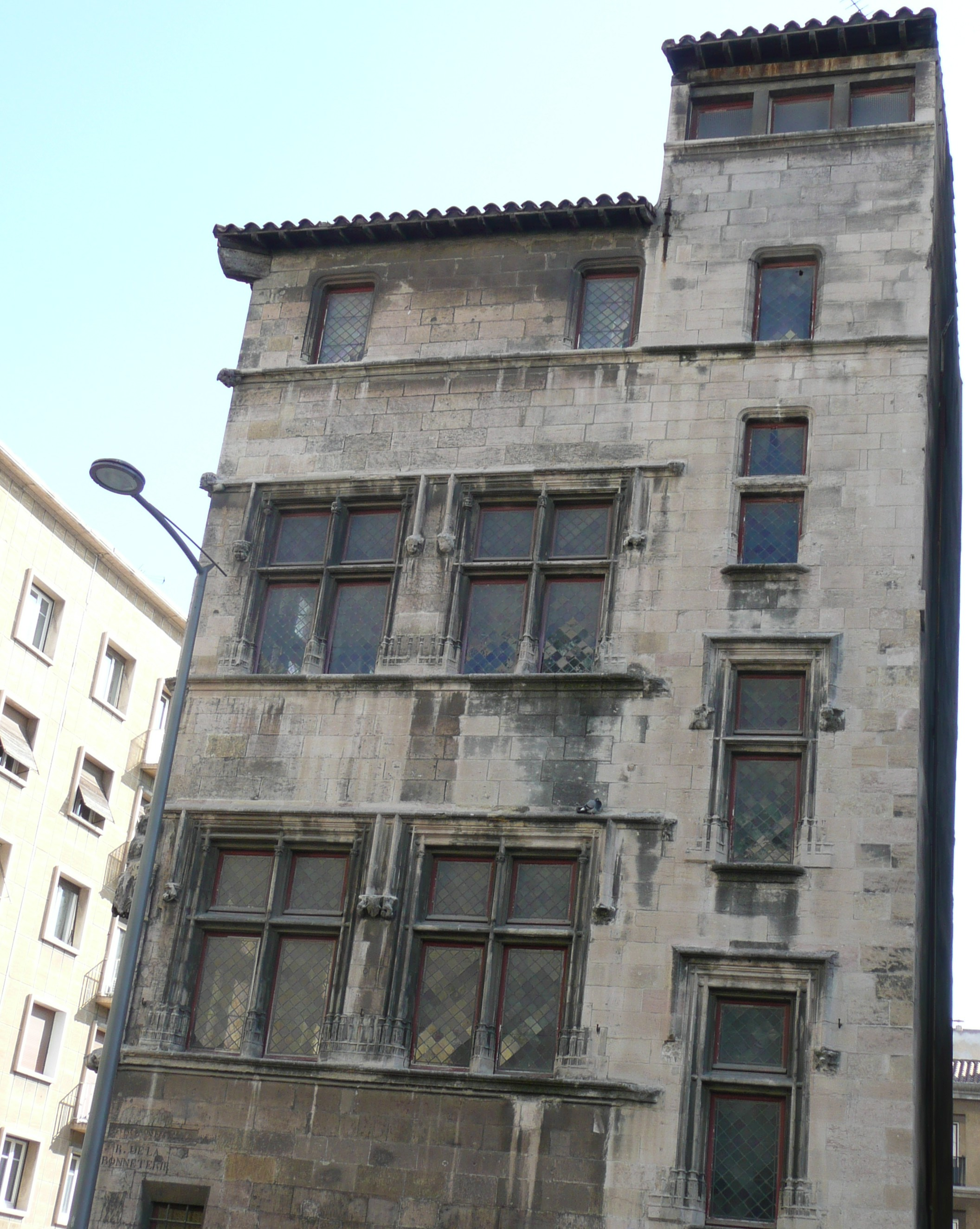
façade nord
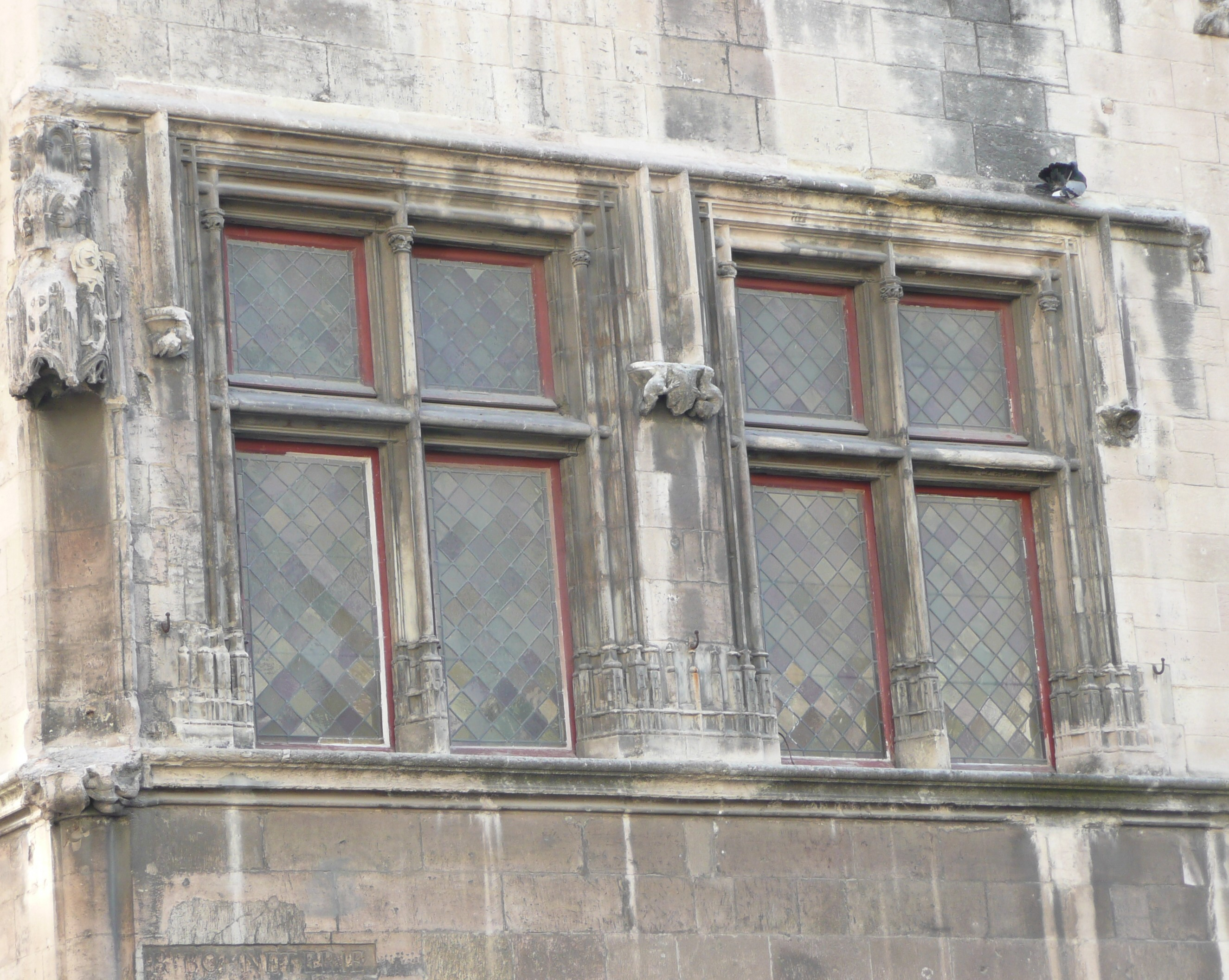
1er étage, fenêtres à croisée
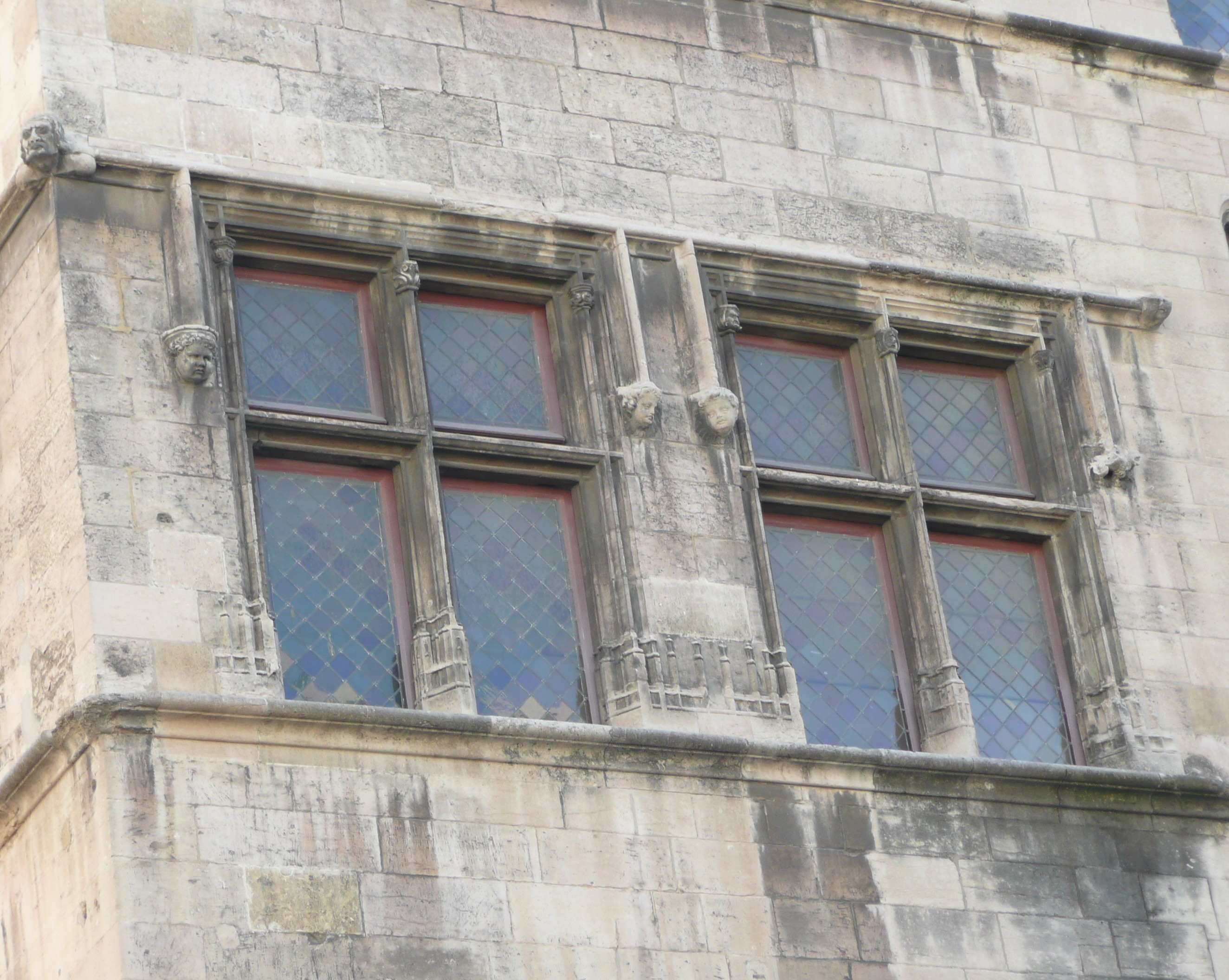
2e étage, fenêtres à croisée
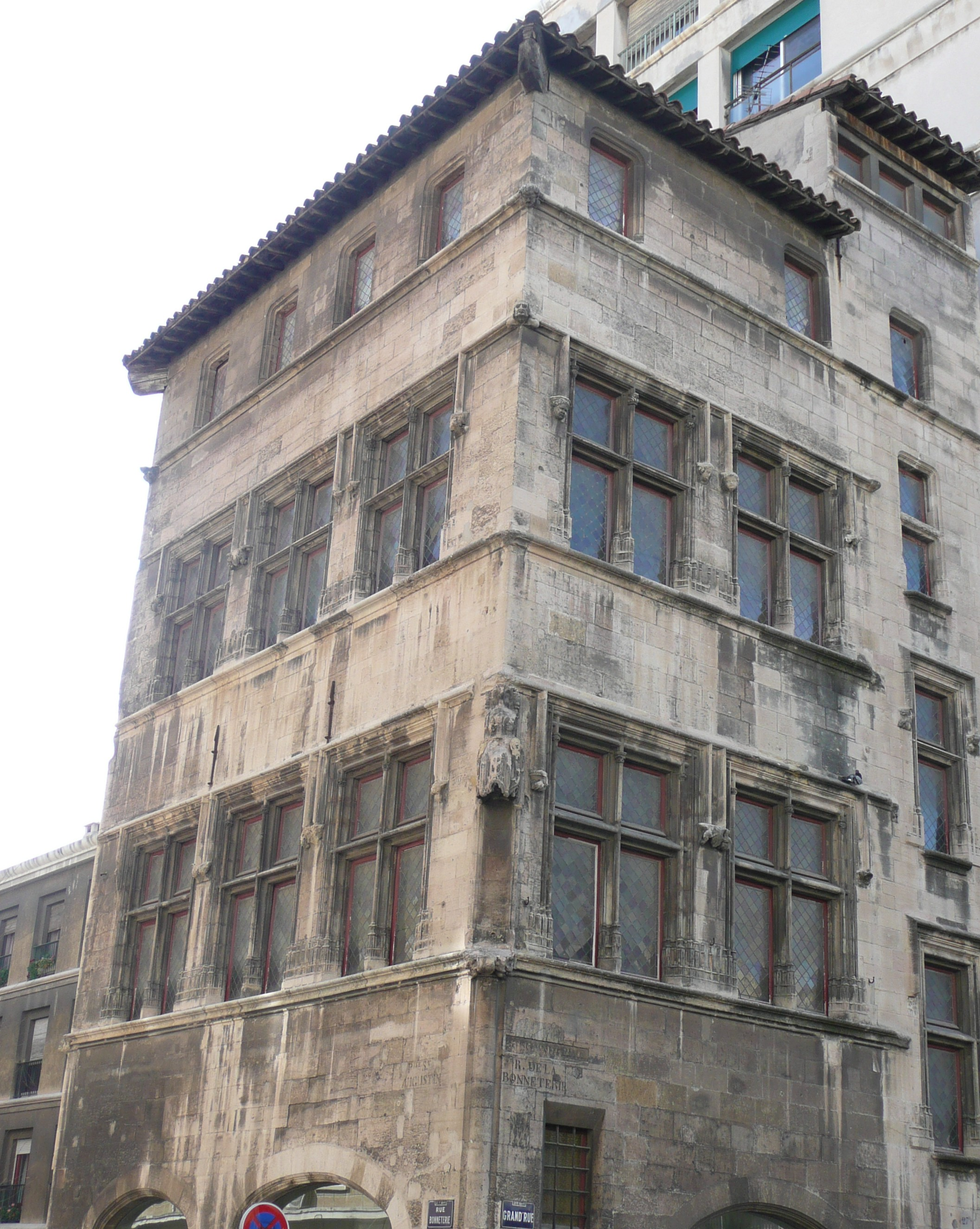
façades est & nord